# Watson (mesterséges intelligencia)
Watson az IBM számítástechnikai cég által kifejlesztett mesterséges intelligencia, mely arról lett nevezetes, hogy 2011-ben a Jeopardy! című televíziós vetélkedőben – ami hasonló a magyarországi Mindent vagy semmit! játékhoz – két hús-vér játékost legyőzött.
Nevét az IBM első elnökéről, Thomas J. Watson-ról kapta.
A mérkőzésre a vetélkedő két legsikeresebb játékosát hívták meg: Brad Ruttert, aki a legnagyobb nyereményt nyerte, és Ken Jenningst, aki a leghosszabb ideig, 75 napig maradt folyamatosan játékban.
Watson 1 millió, Ken Jennings 300 000, Brad Rutter pedig 200 000 amerikai dollárt nyert. Mindhárom játékos a nyereményét jótékonysági célra ajánlotta fel.
A szuperszámítógép a játék során nem csatlakozott az internethez, a kérdéseket a játékvezetőtől élőszóban kapta.
Később egy visszavágóban kikapott az amerikai Rush Holt republikánus szenátortól. A politikus 40 300 dollárt nyert, míg a gép csak 30 000-et. Ezt a mérkőzést nem közvetítette televízió, csupán egy kiállításon zajlott le.

## A számítógép

### Hardver
A számítógép 90 darab, IBM Power 750 típusú, fürtökbe szervezett szervert használ. Mindegyik szerver egy 3,5 GHz-es POWER7 processzorból áll, melyek egyenként 8 magosak, magonként 4 szállal. Összesen tehát 2880 processzorszál található benne, melyhez 16 TByte RAM tartozott. Teljes adatbázisa a memóriában volt, mert a merevlemezes meghajtók túl lassúak lettek volna. Operációs rendszere SUSE Linux Enterprise Server 11 volt.

### Szoftver
Adatbázisa számos lexikont, szótárat és egyéb adatbázist tartalmazott, többek között megtalálható volt benne a DBpedia, a WordNet és a Yago.
Watson a játék során nem csatlakozott az internethez, saját adatbázisában kb. 200 millió oldalnyi szöveg volt, ami kb. 4 TByte helyet foglalt, és tartalmazta a teljes angol nyelvű Wikipédia szövegét is.

### J! Archive
- Jeopardy! Show #6086 – Game 1, Part 1
- Jeopardy! Show #6087 – Game 1, Part 2
- Jeopardy! Show #6088 – Game 2

### Videók
- PBS NOVA documentary on the making of Watson Archiválva 2015. december 5-i dátummal a Wayback Machine-ben
- IBM and the Jeopardy Challenge. YouTube (3:59), IBM
- IBM "Watson" System to Challenge Humans at Jeopardy! YouTube (2:29), IBMLabs
- Building Watson – A Brief Overview of the DeepQA Project. YouTube (21:42), IBMLabs
- Trial run. YouTube